# Carnivàle
Carnivàle [kɑɹ.nɪ'væl] ist eine von 2003 bis 2005 für den Bezahlsender HBO produzierte US-amerikanische Fernsehserie. Namensgeber der Serie ist der Carnival, eine Art vagabundierender Jahrmarkt, der im Amerika des 19. und 20. Jahrhunderts von reisenden Schaustellern betrieben wurde, die von Ort zu Ort zogen. In der übergreifenden Handlung, die während der Weltwirtschaftskrise in den 1930er Jahren spielt, geht es um den Kampf zwischen dem Guten und dem Bösen, aber auch um Themen wie freien Willen und Schicksal. Die Serie vermischt christliche Theologie und Gnostizismus mit mythischen und magischen Elementen wie Tarotwahrsagung, Telepathie und Freimaurereiüberlieferungen, insbesondere im Zusammenhang mit dem Templerorden.
Carnivàle wurde von HBO produziert und lief zwei Staffeln lang vom 14. September 2003 bis zum 27. März 2005 in den Vereinigten Staaten. Die Serie wurde von Daniel Knauf kreiert, der auch neben Ronald D. Moore und Howard Klein als Executive Producer diente. Die Musik wurde von Jeff Beal komponiert. Hauptdarsteller waren Nick Stahl und Clancy Brown als Ben Hawkins und Brother Justin Crowe. Gefilmt wurde in Santa Clarita und Südkalifornien.
Die erste Episode der Serie erreichte zu der Zeit die höchste Einschaltquote für eine HBO-Serie, konnte aber während der zweiten Staffel diese nicht halten. Nach 24 Folgen wurde Carnivàle abgesetzt. Die Serie gewann 2004 fünf Emmys und war von 2004 bis 2006 für weitere zehn nominiert.

## Handlung und Mythologie
Zur Zeit der Weltwirtschaftskrise (Great Depression) in den 1930er Jahren im Dust Bowl des US-amerikanischen Mittelwestens angesiedelt, erzählt Carnivàle die Geschichte des ewigen Konflikts zwischen dem Guten und dem Bösen.
In jede Generation wird laut Mythologie der Serie eine Kreatur des Lichts und eine der Dunkelheit geboren. In Carnivàle handelt es sich dabei um den jungen Ben Hawkins (Nick Stahl), der bei einem reisenden Carnival arbeitet und für das Gute steht. Die böse Kreatur wird durch den Methodistenprediger Brother Justin Crowe (Clancy Brown) verkörpert. Beide haben Visionen von zukünftigen Ereignissen. Hawkins kann zudem durch übernatürliche Fähigkeiten Menschen heilen, sogar vom Tod wiederauferstehen lassen, während Crowe sie dazu bringen kann, seinem Willen zu folgen. In Kalifornien sendet Crowe seine Predigten über Radio aus und erhält so immer mehr Einfluss, während der Wanderzirkus sich langsam von Oklahoma dorthin begibt. Die zwei Hauptfiguren begegnen sich erst zum Ende der Serie persönlich. Ihre Handlungsstränge laufen vorher getrennt voneinander ab.
Fast jede Folge hat eine unterschiedliche Geschichte mit einem anderen Ort, an dem der Carnival gerade gastiert, jedoch ist die übergreifende Geschichte vom „Guten gegen das Böse“, die zum Ende der zweiten Staffel ihren Höhepunkt nimmt, in jeder Folge präsent. Viele Handlungsstränge werden über einige Zeit nicht beantwortet oder im Unklaren gelassen, so etwa die genealogische Verbindung zwischen den Hauptcharakteren und die Handlung rund um den Templerorden. Selbst die Gut- oder Boshaftigkeit der Charaktere bleibt in der ersten Staffel zum Teil unklar.
Daniel Knauf beruhigte Kritiker, dass Carnivàle von Anfang an eine anspruchsvolle Serie mit viel Subtext werden sollte. Die Autoren hatten vor jeder Staffel die grundlegenden Handlungsbögen geschaffen, gaben den Charakteren aber die Möglichkeit, ihr Schicksal noch zu ändern.

## Figuren und Besetzung

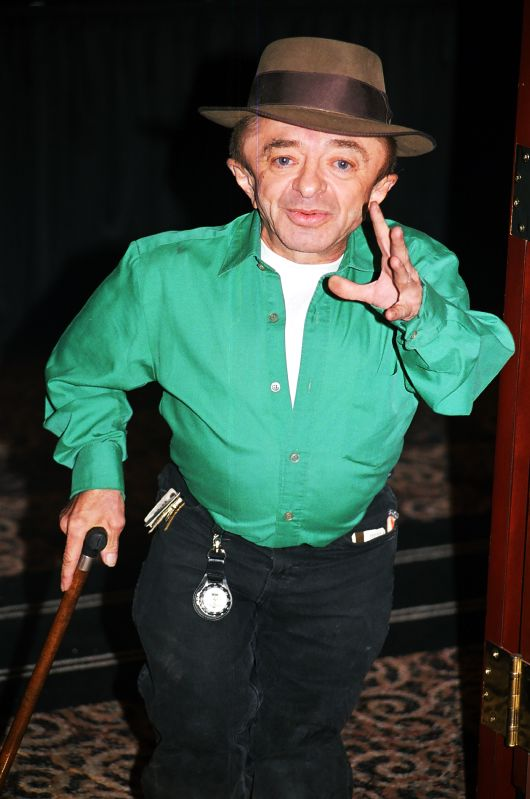
Michael J. Anderson auf der CarneyCon (2006)

Die Handlung von Carnivàle findet in den 1930ern im Dust Bowl statt und dreht sich um die langsame Zusammenführung eines reisenden Carnivals und eines kalifornischen Priesters. Von 17 Darstellern gehörten während der ersten Staffel 15 zum Carnival. In der zweiten Staffel gab es 13 Hauptdarsteller und mehrere wiederkehrende Rollen. Obwohl die große Besetzung das Produzieren teurer machte, profitierten die Autoren von der Flexibilität der Handlung. Die Hintergründe der meisten Figuren wurden vor dem Dreh von Carnivàle vollständig entwickelt, waren aber nicht Teil der „sichtbaren“ Struktur der Serie. Sie wurden im Pitch Document nachträglich veröffentlicht.
Der erste Handlungsstrang in der ersten Staffel ist der von Ben Hawkins, gespielt von Nick Stahl, einem jungen Okie, der sich dem Carnival anschließt. Michael J. Anderson, bekannt vor allem durch die Filme David Lynchs, spielt Samson, den kleinwüchsigen Manager des Carnivals. Clayton „Jonesy“ Jones, der verkrüppelte Co-Manager, wird von Tim DeKay verkörpert. Patrick Bauchau spielt den blinden Gedankenleser Lodz, während Debra Christofferson seine Geliebte Lila „die bärtige Dame“ ist. Diane Salinger stellt die katatonische Wahrsagerin Apollonia dar, Clea DuVall ihre Tarotkarten legende Tochter Sofie. Die Schlangenbeschwörerin Ruthie wird von Adrienne Barbeau gespielt. Ihr Sohn ist Gabriel, gespielt von Brian Turk. John Fleck spielt Gecko, „den Eidechsenmann“. Karyne und Sarah Steben sind die siamesische Zwillinge Alexandria und Caladonia. Die Dreifuss-Familie wird von Toby Huss und Cynthia Ettinger als Felix „Stumpy“ und Rita Sue dargestellt; Carla Gallo spielt die Tochter Libby. Amanda Aday spielt Dora Mae Dreifuss in einer Nebenrolle. John Savage verkörpert den mysteriösen Henry Scudder in mehreren Folgen, während Linda Hunt ihre Stimme dem ebenso mysteriösen Management leiht.
Der zweite Handlungsstrang wird angeführt von Clancy Brown, der den methodistischen Priester Brother Justin Crowe spielt. Seine Schwester Iris wird von Amy Madigan dargestellt. Robert Knepper spielt ab Mitte der ersten Staffel den erfolgreichen Radiomoderator Tommy Dolan und Ralph Waite Reverend Norman Balthus, Brother Justins Mentor.
Während der ersten Staffel gab es einige, schon im Vorfeld geplante, Änderungen. John Fleck, Karyne Steben und ihre Schwester Sarah hatten ihren letzten Auftritt im ersten Staffelfinale, während Patrick Bauchaus und Diane Salingers Rolle nur noch zu Nebenrollen wurden. Ralph Waite hingegen wurde zum Hauptdarsteller. Mehrere Nebenrollen wurden eingefügt, vor allem John Carroll Lynch als den flüchtigen Verbrecher Varlyn Stroud und Bree Walker als Sabina „die Skorpionenfrau“.

## Produktion

### Konzept

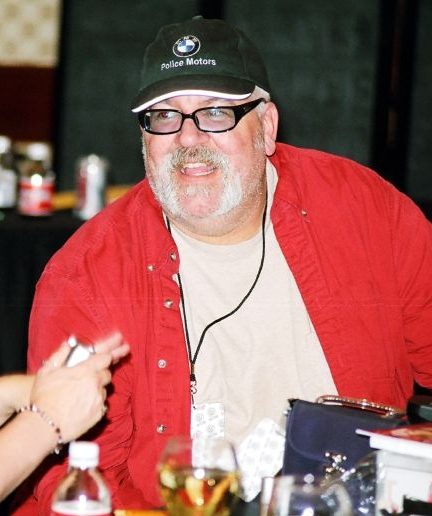
Daniel Knauf

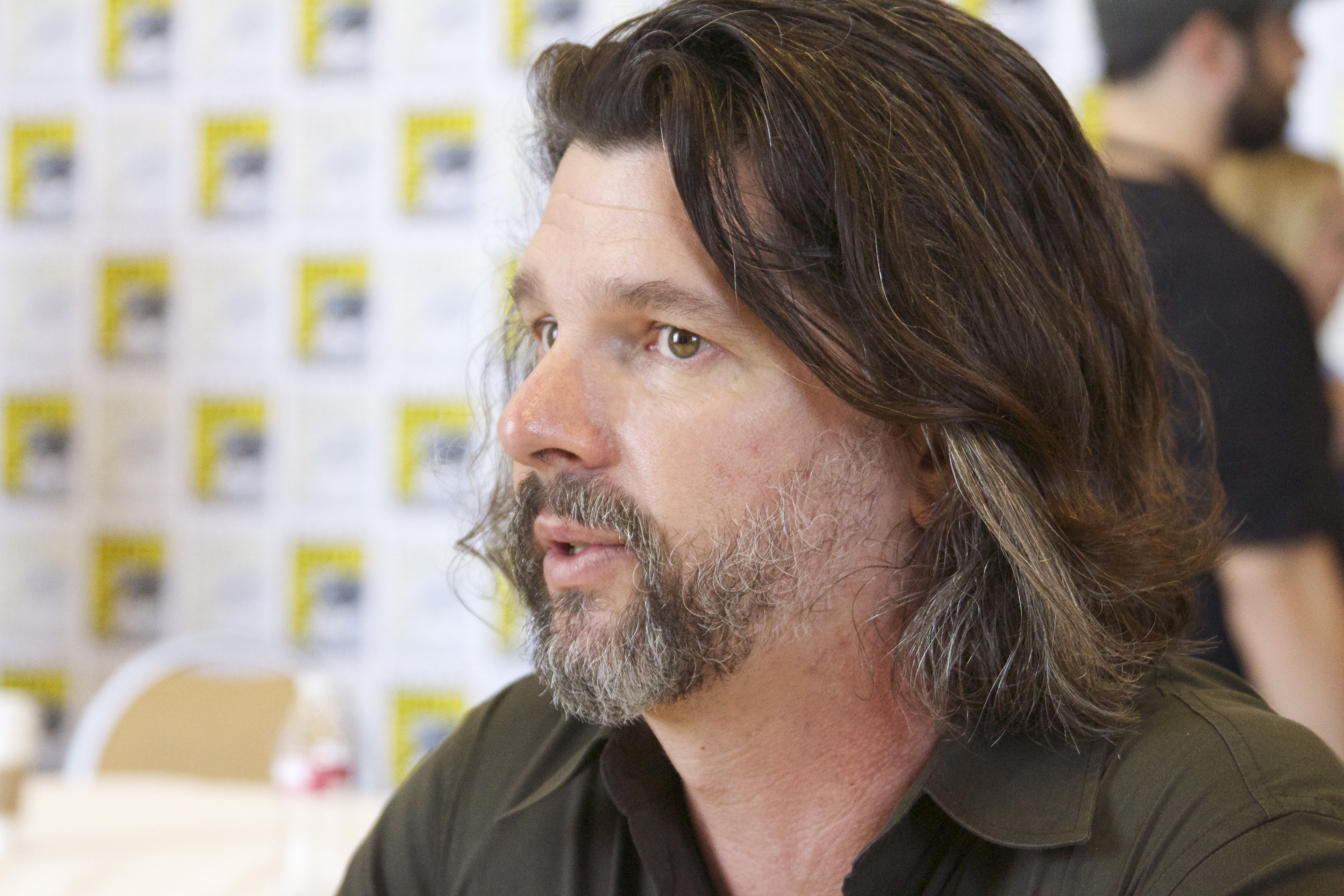
Ronald D. Moore bei der San Diego Comic-Con International 2013

Daniel Knauf schrieb das erste Skript zwischen 1990 und 1992, als er mit seinem Job als Krankenversicherungsmakler unglücklich war und hoffte, ein Drehbuchautor zu werden. Er hatte sich schon immer für Carnivals interessiert und erkannt, dass dieses Thema bislang noch nicht dramatisiert worden war. Die darauffolgende Geschichte und die Behandlung von „Freaks“ wurde stark von seiner Kindheit geprägt, in der er mit seinem körperlich behinderten Vater zusammen lebte.
Knauf nannte den beabsichtigten Spielfilm wegen seines Handlungsrahmens Carnivàle, änderte aber die Schreibweise etwas, damit er etwas außergewöhnlicher aussieht. Er hatte schon früh die gesamte Handlung sehr genau geplant, bis hin zur letzten Szene. Aber er hatte nicht erwartet, dass das daraus resultierende Skript mit 180 Seiten doppelt so lang war wie ein normales Skript für einen Film. Trotzdem hatte er immer noch das Gefühl, dass es zu kurz war, um der Geschichte gerecht zu werden. Er gab die Idee erst einmal auf und sah es als lernende Erfahrung. In der Zwischenzeit wurden alle Werke Knaufs von großen Hollywood-Studios abgelehnt, oft aus dem Grund, dass sie „zu verrückt“ seien.
Mitte der 1990er traf Knauf einige Schreiber der Writers Guild of America, die ihm dazu rieten, die Geschichte von Carnivàle für eine Fernsehserie zu überarbeiten. Knauf änderte in der Tat den ersten Akt des Skripts in eine Pilotepisode. Wegen des Fehlens von Kontakten ins Fernsehgeschäft musste er die Geschichte abermals einstellen und in seinem bisherigen Beruf weiter arbeiten. Einige Jahre später, nachdem er erkannt hatte, dass seine alte Karriere nicht mehr funktionierte, gab er seinen Drehbuchautorfähigkeiten eine letzte Chance und bot die Pilotepisode von Carnivàle auf seiner Website an. Das Skript wurde anschließend zu Howard Klein über Scott Winant, einem gegenseitigen Freund der zwei Männer, geschickt. Nach mehreren Treffen und Gesprächen war Klein zuversichtlich, dass Carnivàle eine gute Fernsehserie werden würde, die viele Jahre bestehen könnte. Klein machte Chris Albrecht und Carolyn Strauss von HBO darauf aufmerksam, die sofort interessiert waren. Aber das Network erachtete Knauf als zu unerfahren im Fernsehgeschäft, um ihm die gesamte Kontrolle über das Budget zu geben, und ernannten Ronald D. Moore zum Showrunner. Nach der ersten Staffel ersetzte Knauf Moore in dieser Position, da dieser wieder bei Battlestar Galactica eingestellt wurde. Die Pilotfolge, die in 21 Tagen gedreht wurde, diente als Grundlage für weitere Handlungsstränge. Wegen vielen Diskussionen zwischen Autoren und HBO wurde die zweite Episode erst 14 Monate später gedreht. Zusätzliches Material wurde hauptsächlich für Brother Justin geschrieben, der ursprünglich nur ein Prediger und ein immer wiederkehrender, anstatt regelmäßiger Charakter, war. Aber Knauf und die Produzenten erkannten, nachdem sie den vorläufigen Piloten gesehen hatten, dass er keinen Platz hatte in der Serie „zu wachsen“. Also wurde entschieden, dass Brother Justin zu einem gewöhnlichen methodistischen Priester in einer Kleinstadt zu machen und setzten ihn dafür ungefähr ein oder zwei Jahre in seiner Karriere zurück. Die Rolle von Brother Justin eröffnete neue Möglichkeiten und seine Schwester Iris wurde als Charakter erschaffen. Nur wenig wurde auf Ben Hawkins Seite geändert, bis auf die Einführung der „Cootch“-(Striptease) Dreifuss-Familie. Ein Carnivàle-Berater hatte die Produzenten begeistert, indem er Aufmerksamkeit auf seine Nachforschungen über Familien, die mit „Cootch-Shows“ in den 1930ern ihr Geld verdienten, lenkte.

### Casting
Der Castingansatz für Carnivàle war, die beste verfügbare Besetzung zu finden die möglichst „echt“ wirken sollte, im Gegensatz zu den „Freaks“. Die beiden Castingdirektoren John Papsodera und Wendy O’Brien hatten bereits von vorherigen Projekten Erfahrung mit dem Casten von außergewöhnlichen Menschen. Die Produzenten suchten Schauspieler, die man nicht gleich mit anderen Filmen oder Serien in Verbindung bringen würde. Eine Ausnahme hierbei war Adrienne Barbeau in der Rolle der Ruthie.
Das Skript für die Pilotepisode war die Grundlage für das Castingverfahren, das wenig von der späteren Handlung offenbarte. Das führte zu einigen kleinen Meinungsverschiedenheiten zwischen den Erfindern der Serie und den Produzenten, besonders in Hinblick auf die Rollen von Ben, Brother Justin und Sofie. Ben sollte immer der Hauptcharakter und Held der Serie werden, doch wurde gewünscht, dass er ebenso jung, unschuldig und ein Anti-Held ist. Nick Stahl hatte den stärksten Konsens zwischen den Produzenten. Die Rolle der Sofie war anfangs mehr eine exotische Zigeunerin, doch Clea DuVall, genau wie Stahl eine Filmschauspielerin, bekam die Rolle nach vier Vorsprechen. Tim DeKay wurde als Jonesy gecastet, weil die Produzenten der Meinung waren, dass er sehr wie ein amerikanischer Baseballspieler der damaligen Zeit aussehe. Der einzige Schauspieler, der keine Konkurrenz hatte, war Michael J. Anderson, den Daniel Knauf von Anfang an in der Rolle von Samson haben wollte.

### Ausstrahlung
Die Carnivàle-Geschichte bestand ursprünglich aus drei „Büchern“, jedem sollten zwei Staffeln gewidmet werden. Dieser Plan musste jedoch geändert werden, als HBO die Serie nach nur zwei Staffeln einstellte. Jede Staffel besteht aus zwölf Episoden.
Die Ausstrahlung auf HBO kam Carnivàle in vielen Weisen zugute. Weil HBO keine Werbung hat, hatte Carnivàle die künstlerische Freiheit, die Episodenlänge zu verändern. Obwohl die durchschnittliche Länge 54 Minuten beträgt, sind zum Beispiel die Folgen Insomnia und Old Cherry Blossom Road (Das alte Weib) 46 und 59 Minuten lang. HBO plante pro Episode ein Budget von etwa vier Millionen US-Dollar ein, erheblich mehr als die meisten Fernsehserien erhalten. Dieses hohe Budget erlaubte es, relativ viele Schauspieler unter Vertrag zu nehmen, das Drehen an verschiedenen Orten sowie Handlungstiefe und Atmosphäre.

### Historisches Produktionsdesign

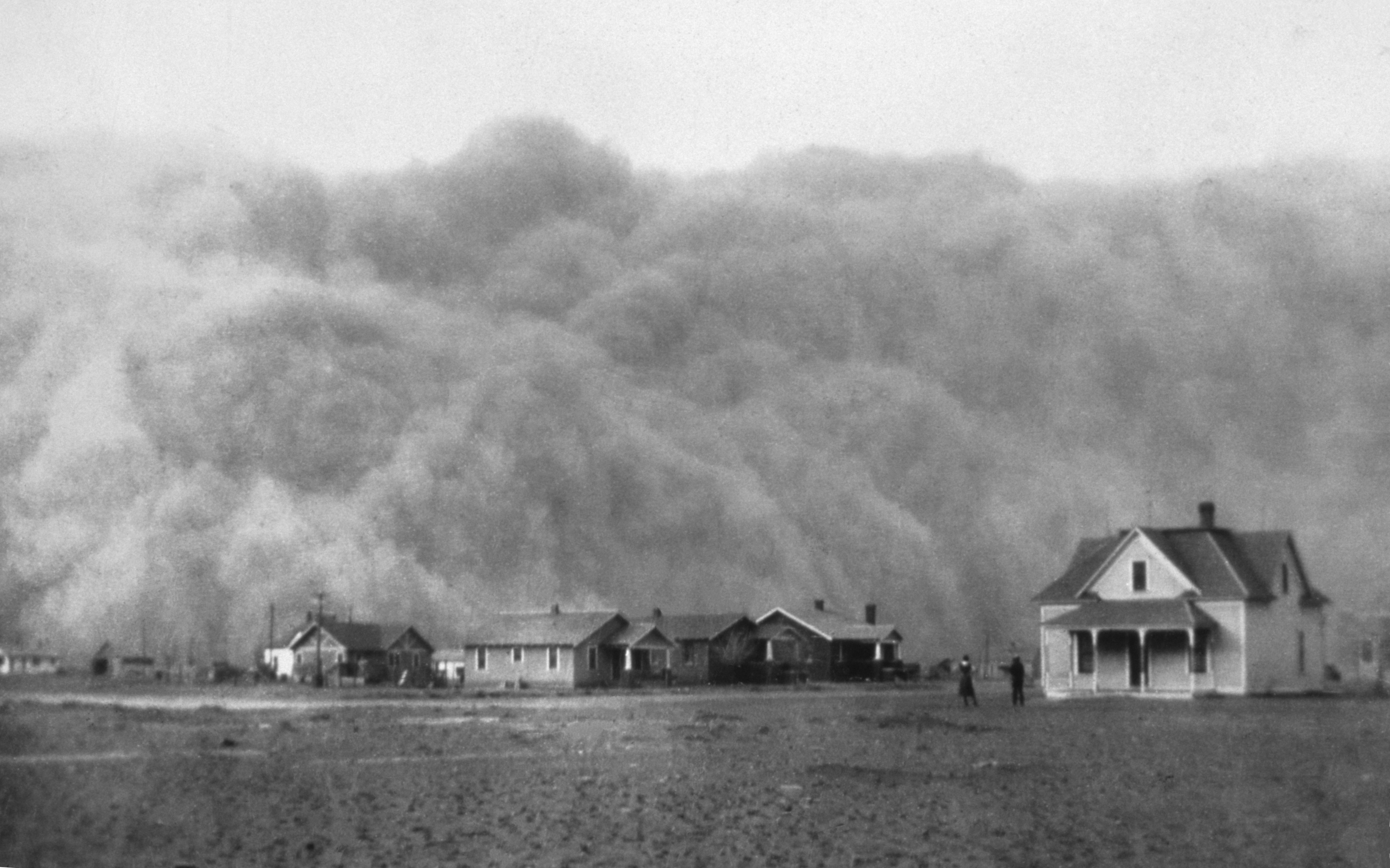
Sandsturm über Stratford, Texas (1935)

Carnivàles 1930er Dust-Bowl-Szenerie forderte genaue Forschungen und das Verlassen auf historische Berater. Der finanzielle Rückhalt war das finanzstarke HBO. Das Ergebnis daraus waren positive Kritiken wie: „makellos“, „spektakulär“ und „bildgewaltig“. 2004 gewann Carnivàle vier Emmys für Ausstattung, Kameraführung, Kostüme und Frisuren.
Um ein Gefühl der trockenen und staubigen Umgebung des Dust Bowls zu erzeugen, wurden Rauch und Schmutz ständig durch Rohre auf das Set geblasen. Während der ersten Staffel wurden schätzungsweise 5.000 Menschen eingekleidet. Das Kreativteam hörte die Musik der 1930er, las alte Hollywood-Magazine, um den historischen Sound richtig herüberzubringen, ebenso wie die damalige Sprache und Umgangssprache. Der Kunstabteilung stand eine umfangreiche Auswahl an alten Katalogen, unter ihnen ein original Sears-Katalog von 1934, zur Verfügung. Dazu wurden osteuropäische und asiatische Hintergründe für einige Charaktere integriert. Neben den übernatürlichen Elementen erachten historische Berater Carnivàles historische Genauigkeit, in Hinsicht auf das Leben der Charaktere, ihrer Kleidung, ihres Essens, ihrer Unterkünfte, ihrer Autos und der ganzen materiellen Kultur, als ausgezeichnet.

### Drehorte

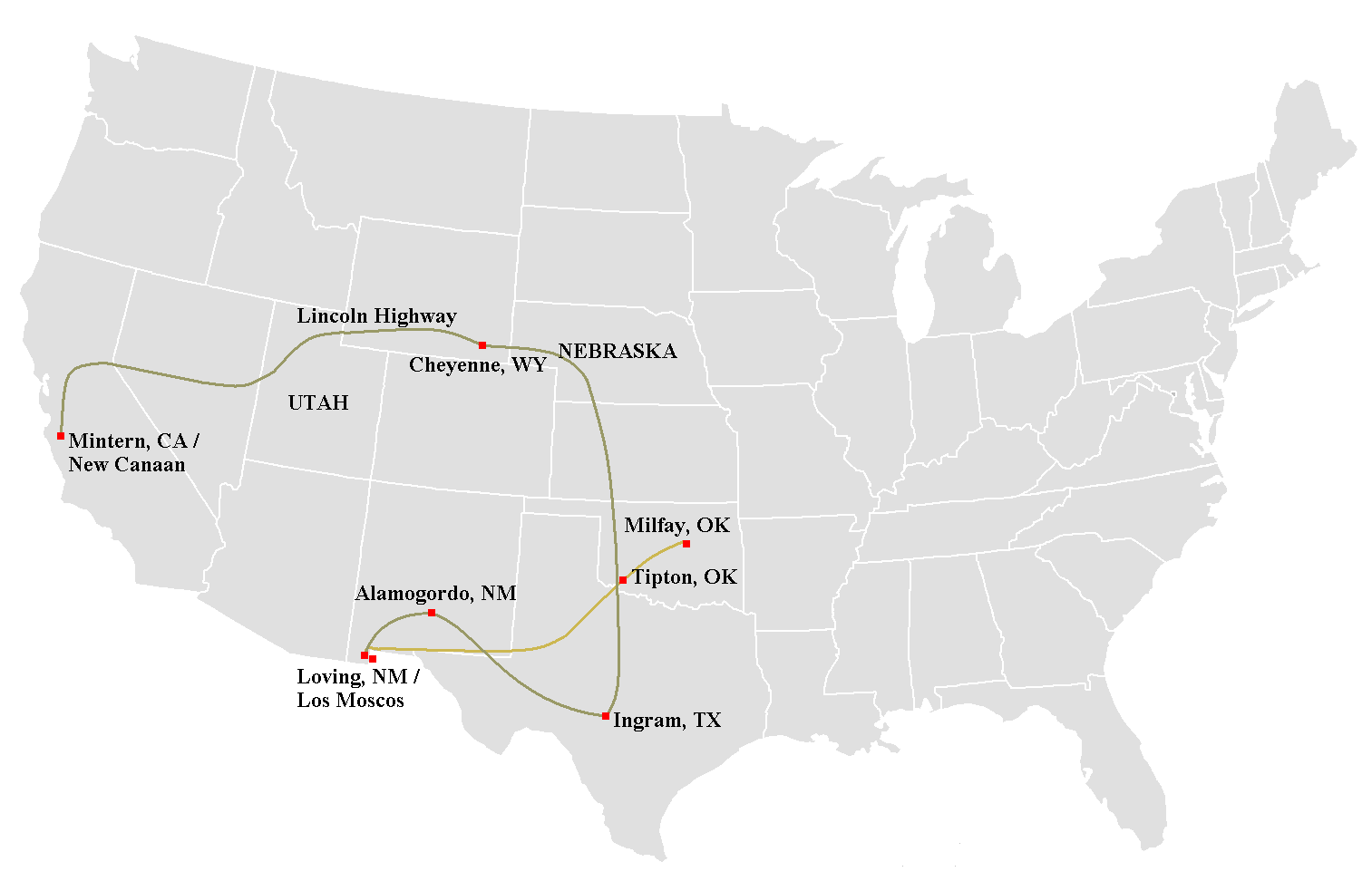
Route des Carnivals

Größtenteils wurde in den Santa Clarita Studios, Kalifornien gefilmt. Die Außenszenen wurden in vielen Teilen Südkaliforniens aufgenommen. Die Szenen in der erfundenen, kalifornischen Stadt Mintern, in der die Geschichte über Brother Justin und Iris während der ersten Staffel spielt, wurde auf der Paramount Movie Ranch, Malibu gedreht. Der Carnival selbst wurde durch verschiedene Gegenden Südkaliforniens bewegt. Die letzte Station des Carnivals in der zweiten Staffel war auf der Big Sky Ranch, die auch für Brother Justins „New Canaan“ genutzt wurde.

### Titelsequenz

Erzengel Michael von Raffael aus der Titelsequenz

Die Titelsequenz von Carnivàle wurde von der Visual-Effects- und Designfirma A52 aus Los Angeles entworfen, mit Musik von Wendy Melvoin und Lisa Coleman. Im Jahr 2004 gewann dieses Intro einen Emmy in der Kategorie „Outstanding Main Title Design“.
Das Produktionsteam hatte beabsichtigt „ein Intro zu schaffen, das den Zuschauern die 1930er vermittelt, aber es auch erlaubt, den Menschen, über alle Zeit, die starke Gegenwart von Gutem und Bösem zu spüren.“ Das Team zeigte den Produzenten der Serie Anfang 2003 ihren Entwurf, die diesen begeistert annahmen.
Die Titelsequenz beinhaltet Teile von bekannten Kunstwerken. Jedes Bild ist bis zu 300 MB groß. Diese wurden dann noch einmal digital überarbeitet. Im letzten Schritt wurden alte Videoaufnahmen neu aufbereitet und eingefügt. Insgesamt dauerte die Arbeit an dem Intro über ein Jahr.
Die Titelsequenz beginnt mit Tarotkarten, die in den Sand fallen, während die Kamera in eine Karte hineinzoomt und diese durchschreitet in eine abgeschnittene Welt, in der Szenen der amerikanischen Weltwirtschaftskrise zu sehen sind. Die Kamera zoomt wieder aus einer anderen Tarotkarte heraus und wiederholt diesen Vorgang mehrere Male. Am Ende schwenkt die Kamera über die Gerechtigkeitskarte zu der Mondkarte und der Sonnenkarte, die den Teufel und Gott darstellen, bis der Wind die Karten und den darunterliegenden Sand wegweht und das Carnivàle-Logo freilegt.

### Musik
Die Musik von Carnivàle wurde von Jeff Beal komponiert. Außerdem werden einige bekannte Lieder der damaligen Zeit gespielt. Die Titelmusik wurde von Wendy Melvoin und Lisa Coleman geschrieben und wurde zusammen mit ausgewählten Stücken von Jeff Beal am 7. Dezember 2004 in einem Soundtrack veröffentlicht.
Jeff Beals Score ist hauptsächlich orchestral, beinhaltet aber auch Bluegrass sowie atmosphärische und rhythmische Sounds. Unter anderem spielen Gitarren, Klaviere, Violinen, Violoncelli und Trompeten. Aber auch Banjos, Mundharmonikas, Ukulelen und Duduks kommen vor.
Weil HBO keine Werbepausen sendet, kann die Musik filmähnlich umgesetzt werden, mit charakterspezifischen Leitmotiven seit der ersten Episode. Die einzelnen Charaktere werden nach ihrem ethnischen Hintergrund verschieden musikalisch untermalt. Einige Charaktere die in späteren Folgen eine Verbindung miteinander herstellen, haben absichtlich ähnliche Musik. Unterschiedliche Musik wird genutzt, um die verschiedenen Welten darzustellen. Brother Justins Musik ist orchestral mit religiösen Instrumenten. Auf der anderen Seite ist die Musik vom Carnival mehr mystisch, besonders während der Fahrten zwischen den einzelnen Städten. Während der Cootch-Show auf dem Carnival oder in Städten werden hauptsächlich alte Pop-, Blues- und Folksongs gespielt. Eines der prägnantesten Lieder ist Love Me or Leave Me von Ruth Etting, das in einigen Episoden gespielt wird.

## Absetzung der Serie
HBO führt normalerweise die meisten seiner Sendungen bis zum Ende, aber hohe Kosten und anhaltend schwache Zuschauerzahlen machten das im Falle von Carnivàle sehr unwahrscheinlich. HBO unterzeichnet immer nur Einjahresverträge, eine dritte Staffel hätte aber ein neues Buch, das auf zwei Staffeln angelegt war, in Daniel Knaufs Sechsjahresplan, bedeutet. In ihm wären neue Handlungsstränge für neue und alte Charaktere, sowie eine Vertiefung der Mythologie beinhaltet gewesen. Die meisten Fans gingen davon aus, dass die Serie fortgesetzt wird, allerdings erschien Anfang Mai 2005 im Internet eine inoffizielle Aussage, dass Carnivàle abgesetzt wurde. Am 11. Mai 2005 wurde das offiziell bestätigt. HBOs Präsident Chris Albrecht gab an, wenn die Produzenten einer Senkung des Budgets pro Episode auf 2 Millionen US-Dollar zugestimmt hätten, wäre es nicht dazu gekommen. Aber die laufenden Kosten für die Darsteller, die Außendrehorte und die Anzahl der Folgen pro Staffel machten das unmöglich.
Wegen der Absetzung bleiben viele Handlungsstränge offen. Das brachte viele aufgebrachte Zuschauer dazu, Petitionen zu starten, um die Absetzung doch noch zu verhindern. Hinzu kamen mehr als 50.000 E-Mails, die an HBO geschickt wurden. Daniel Knauf war nicht überzeugt von dem Erfolg solcher Maßnahmen, erklärte aber, dass Alternativen wie zum Beispiel ein Verkauf an einen anderen Sender wegen der Rechtslage nicht möglich sei. Zur selben Zeit hoffte Knauf aber, dass HBO, wegen der großen Fanunterstützung, eine Fortsetzung dennoch in Betracht ziehe. Mit einem dreistündigen Film wollte er sich jedoch wegen der Handlung nicht zufriedengeben. Auch wollte Knauf nicht die übriggebliebene Handlung den Fans verraten, da seine Arbeit eine Zusammenarbeit von Autoren, Produzenten und Schauspielern ist. Trotzdem verrieten Knauf und die Produzenten ein paar Details über das unmittelbare Schicksal der Hauptcharaktere nach der zweiten Staffel. Außerdem gab Knauf einige Informationen über die erfundenen Gesetze der Natur in Carnivàle preis, die während der ersten beiden Staffeln nicht genug erklärt werden konnten. Im Juni 2007 wurde eine umfassende Studie der Charaktere veröffentlicht und später eine Zusammenfassung der ersten Staffel von Knauf in einer wohltätigen Auktion versteigert. Dieses Dokument wurde zwischen 2002 und 2003 geschrieben und sollte den Autoren und Produzenten einen Einblick in die beabsichtigte Handlung geben, sowie viele offene Fragen und Mysterien beantworten.
Im Februar 2006 erschien auf Media Village ein Artikel, in dem von einer möglichen Miniserie oder einem Fernsehfilm im Jahr 2007 die Rede war, der die Handlung beenden soll, mit einer Möglichkeit, eine weitere Staffel 2008 zu senden. HBO hat dazu nicht Stellung genommen.

## Marketing und Merchandise

### Im Vorfeld
HBO zufolge wurde genau so viel Geld für das Marketing von Carnivàle ausgegeben wie für jede andere seiner Serien. Wegen der Eigenwilligkeit und Komplexität der Serie musste sie allerdings vom traditionellen Werben etwas herausstechen. Kurze Trailer wurden per CD-ROM der Entertainment Weeklybeigelegt, um die Aufmerksamkeit auf die Qualität zu lenken. 30-sekündige Werbespots wurden vier Wochen, anstatt sonst üblich sieben Tage, vor dem Start ausgestrahlt. Der historische Kontext wurde absichtlich hervorgehoben durch Werbeposter, auf dem 17 Darsteller um einen alten Carnival-Truck stehen. Das Bild wurde untertitelt mit dem Slogan: „Into each generation is born a creature of light and a creature of darkness“ (deutsch: „In jede Generation wird eine Kreatur des Lichtes und eine Kreatur der Dunkelheit geboren“). Diese Anstrengungen wurden unterstützt von positiven Kritiken. Um der ersten Folge die bestmöglichen Einschaltquoten zu sichern, wurde sie direkt nach dem Finale der erfolgreichen Serie Sex and the City gesetzt. Zudem wurde während der gesamten Laufzeit online geworben.

### Spiele
Ein persönliches und interaktives Tarotkartespiel wurde extra für die offizielle Website von Carnivàle programmiert. HBO arbeitete mit RealNetworks zusammen an FATE: The Carnivàle Game, einem herunterladbaren Tarotspiel. Der kanadische Sender Movie Network veröffentlichte ein interaktives Ouija-Onlinespiel.

### DVDs
Carnivàle: The Complete First Season erschien am 7. Dezember 2004 im Breitbildformat, sechs DVD große, Region 1, DVD-Box in den Vereinigten Staaten, einem Monat vor dem Beginn der zweiten Staffel. Vertrieben wurde sie von HBO Home Video und beinhaltete drei Audiokommentare und ein Making-of. Die äußere Hülle ist aus fester Pappe, um das Aussehen eines gebundenen Buches nachzuahmen. Dieselbe Box, nur etwas weniger aufwändig, wurde am 7. März 2005 und am 11. Mai 2005 in der Region 2 und 4 veröffentlicht.
Carnivàle: The Complete Second Season erschien als Widescreen, sechs DVD große, Region 1, DVD-Box am 18. Juli 2006, in der Region 2 am 7. August 2006 und in der Region 4 am 4. Oktober 2006. Alle Veröffentlichungen erschienen bei HBO Home Video und beinhalteten drei Audiokommentare, Interviews mit Darstellern und Produzenten, ein Making-of über Carnivàls Mythologie und vier „Creating the Scene“ Ausschnitte. Die Verpackung ist ähnlich der der ersten Staffel.

## Synchronisation
Die Serie wurde bei der Deutschen Synchron vertont. Bernd Eichner schrieb die Dialogbücher und führte die Dialogregie.
| Rolle                                       | Schauspieler          | Synchronsprecher       |
| ------------------------------------------- | --------------------- | ---------------------- |
| Ben Hawkins                                 | Nick Stahl            | Tobias Nath            |
| Brother Justin Crowe                        | Clancy Brown          | Erich Räuker           |
| Samson                                      | Michael J. Anderson   | Santiago Ziesmer       |
| Jonesy                                      | Tim DeKay             | Jörg Hengstler         |
| Sofie                                       | Clea DuVall           | Debora Weigert         |
| Apollonia                                   | Diane Salinger        | Sabine Walkenbach      |
| Lodz                                        | Patrick Bauchau       | Lothar Blumhagen       |
| Lila                                        | Debra Christofferson  | Peggy Sander           |
| Felix „Stumpy “ Dreifuss                    | Toby Huss             | Bernd Vollbrecht       |
| Rita Sue Dreifuss                           | Cynthia Ettinger      | Almut Zydra            |
| Libby Dreifuss                              | Carla Gallo           | Esra Vural             |
| Dora Mae Dreifuss                           | Amanda Aday           | Nadine Pasta           |
| Ruthie                                      | Adrienne Barbeau      | Joseline Gassen        |
| Gabriel                                     | Brian Turk            |                        |
| Gecko                                       | John Fleck            |                        |
| Alexandria Potter                           | Karyne Steben         | Nicole Hannak          |
| Caladonia Potter                            | Sarah Steben          | Nicole Hannak          |
| Burley                                      | Scott MacDonald       | Werner Böhnke          |
| Osgood                                      | Blake Shields         |                        |
| Possum                                      | Bill Moseley          |                        |
| Jasper                                      | Frank Collison        |                        |
| Giant                                       | Matthew McGrory       |                        |
| Sabina Engstrom                             | Bree Walker           |                        |
| Bert / Bertha Hagenbeck                     | Paul Hipp             |                        |
| Rollo the Rubberboy / Boneless Billy Benson | Daniel Browning Smith |                        |
| Stangler                                    | John Hannah           |                        |
| Iris Crowe                                  | Amy Madigan           | Sabine Arnhold         |
| Tommy Dolan                                 | Robert Knepper        | Wolfgang Wagner        |
| Reverend Norman Balthus                     | Ralph Waite           | Friedrich G. Beckhaus  |
| Varlyn Stroud                               | John Carroll Lynch    | Michael Iwannek        |
| Eleanor McGill                              | K. Callan             | Marianne Lutz          |
| Val Templeton                               | Glenn Shadix          |                        |
| Ned Munson                                  | Matt McCoy            | Hans-Jürgen Dittberner |
| Wilfred Talbot Smith                        | Time Winters          | Lutz Schnell           |
| Bishop McNaughton                           | John Aylward          |                        |
| Garrett                                     | Dennis W. Hall        |                        |
| Carroll Templeton                           | Ron Perkins           | Bodo Wolf              |
| Henry Scudder                               | John Savage           |                        |
| Management / Lucius Belyakov (Stimme)       | Linda Hunt            |                        |

## Rezeption

### Einschaltquoten
HBO strahlte Carnivàle sonntags um 21:00 Uhr aus. Bei der Pilotepisode Milfay (Welt aus Staub) am 14. September 2003 schalteten 5,3 Millionen Zuschauer ein. Durch das starke Lead-In Sex and the City war es bis dahin das stärkste Debüt einer HBO-Serie. Dieser Rekord wurde am 21. März 2004 mit 5,8 Millionen Zuschauern von Deadwood gebrochen.
Zur zweiten Folge schalteten nur noch etwa 3,49 Millionen Zuschauer ein, doch diese Zahl hielt sich noch konstant über die Staffel. Das Finale der ersten Staffel sahen am 30. November 2003 3,50 Millionen Menschen. Im Schnitt sahen 3,54 Millionen Zuschauer die erste Staffel.
Zur ersten Folge der zweiten Staffel, am 9. Januar 2005, schalteten nur noch 1,81 Millionen Menschen ein. Während der gesamten Staffel konnten die Zuschauerzahlen nicht an die der ersten Staffel reichen. Eine durchschnittliche Zuschauerzahl von 1,70 Millionen reichte nicht für eine Fortsetzung aus.

### Kritiken
Frühe Kritiken lobten Carnivàle für seine einzigartigen Charaktere und Handlung, sagten aber voraus, dass es wegen dieser Einzigartigkeit wenig erfolgreich sein werde. Daily Variety Autor Joseph Adalian sagte voraus, dass Carnivàle überwiegend gute Kritiken bekommt, aber einige werden von der „Unheimlichkeit“ der Serie abgeschreckt. Phil Gallo von dem Variety Magazin beschrieb Carnivàle als „absolute bildgewaltig mit fesselnden ‚Freak Show‘ Charakteren aber mit einer zu langsam vorangehenden Handlung“, während James Poniewozik vom Time-Magazin die ersten drei Episoden als „frustrierend“, aber auch „spektakulär“ empfand. Amanda Murray von der BBC sagte: „Mit so wenig Enthüllten ist es fast unmöglich ein Urteil zu bilden. Es ist schwer zu sagen ob es nur gut ist oder sogar großartig wird.“ Spätere DVD-Kritiken konnten auf Basis von kompletten Staffeln gemacht werden. Während die Schauspieler, Bühnenbild, Kostüme, Ausstattung und Kameraführung weiter hoch gelobten wurden, missbilligten einige Kritiker, vor allem in der ersten Staffel, die Handlung. Andere Kritiker betonten, dass Carnivàle vielleicht „zu viel vom Zuschauer fordert, als die zu investieren bereit sind. […] Wenn man die Handlung nicht genau verfolgt ist es leicht die Serie verwirrend zu finden.“ Matt Casamassina von IGN lobte die Serie in zwei Kritiken und schrieb, dass die „großartig unwirkliche“ erste Staffel „verwirrend mit unvorhersehbaren „Story Twists“ erschreckend“ ist. Die „außergewöhnliche“ zweite Staffel hat „bessere Fantasie und bessere Unterhaltung als jede andere Serie die sich Konkurrent von Carnivàle nennt“.
Viele Kritiken zogen Parallelen zwischen Carnivàle und David Lynchs Mysterieserie Twin Peaks. Knauf leugnete das nicht und zog selber Verbindungen zu John Steinbecks Buch Früchte des Zorns. Als Lost immer mehr Aufmerksamkeit erfuhr, wurden auch diese beiden Serien miteinander verglichen.
Die Meinungen der Kritiker über Carnivàle waren auch in den Jahren nach der Einstellung der Serie geteilt. Alessandra Stanley von der New York Times erinnert sich an Carnivàle als eine „intelligente, ehrgeizige Serie, die ungewöhnliche Figuren in einer ungewohnten Umgebung fantasievoll und sogar mit Anmut bewegt, die aber nie ganz die mürrischen Fesseln des Seriendramas ablegen konnte.“ Brian Lowry von Variety erinnert sich an die Serie als „größtenteils makabre Fantasie“, die schließlich unter „ihrer eigenen Trostlosigkeit und Exzentrik“ litt. The A.V. Club befasste sich in einem Beitrag über unbeantwortete Fernsehfragen mit dem Cliffhanger-Ende von Carnivàle und nannte die Serie „eine fantastisch reiche Serie mit einer frustrierend dichten Mythologie“. Sandy Schaefer von /Film spekulierte, dass Carnivále heute erfolgreicher durch soziale Medien und Streamingdienste wär und sich somit sein Publikum aufbauen könnte. Ähnlichen Genreserien ist das die vergangenen Jahre gelungen. Sie resümierte jedoch: „Vielleicht war es aber auch schon immer dazu bestimmt, ein wundersam seltsames, esoterisches Stück Geschichte zu sein – zu seltsam, um ein langes Leben zu führen, und zu ungewöhnlich, um in aller Stille zu sterben.“ Auch Lacy Baugher Milas vom Magazin Paste fand es tröstend, dass die Serie überhaupt existiert und zeigte, wie hochqualitative Serien aussehen können.

### Fangemeinde
Wie andere Kultfernsehserien hat auch Carnivàle eine große Anhängerschaft von treuen Fans. Sie selbst bezeichnen sich als „Carnies“ oder „Rousties“, beides Begriffe aus der Serie. Carnivàles Komplexität und Mythologie hatte zur Folge, dass viele Fanseiten eröffnet wurden und in Internetforen darüber diskutiert wurde. Daniel Knauf selber schrieb in verschiedenen Foren und gab Handlungshinweise preis. Auch veröffentlichte er vor der offiziellen Bestätigung die Gründe, die zur Absetzung von Carnivàle führten.
Ein Jahr nach dem Ende von Carnivàle fand ein großes Treffen namens CarnyCon 2006 Live! in Woodland Hills, Kalifornien vom 21. bis 23. August 2006 statt, organisiert durch Fans. Viele Darsteller und Crewmitglieder waren dort und standen Rede und Antwort. Einige Zeit später erschien davon eine DVD.

### Auszeichnungen
Trotz der kurzen Laufzeit von zwei Staffeln erhielt Carnivàle dennoch einige Preise und Nominierungen. Die erste Staffel war für sieben Emmy Awards 2004 nominiert und gewann davon fünf: „Outstanding Art Direction for a Single-camera Series“ und „Outstanding Costumes for a Series“ für die Pilotfolge Milfay (Welt aus Staub), „Outstanding Cinematography for a Single-Camera Series“ für die Episode Pick a Number (Justiz der Zahlen), „Outstanding Hairstyling for a Series“ für die Folge After the Ball Is Over (Richtung Süden) und „Outstanding Main Title Design“. 2005 erhielt die zweite Staffel acht Nominierungen, konnte aber in keiner Kategorie gewinnen.

### Internationale Ausstrahlung
HBO-Präsident Chris Albrecht gab an, dass Carnivàle „nicht gut für die Vermarktung in das Ausland sei“, ging aber nicht näher ins Detail. Kritiken zufolge lag das an der Komplexität und Mystik der Serie, die für die meisten Zuschauer eher abschreckend sind. Trotzdem wurde Carnivàle in mehrere Länder verkauft, unter anderem Frankreich, Italien und die Niederlande. In Deutschland zeigte der Pay-TV-Sender FOX Channel die komplette Serie vom 6. Januar bis zum 16. Juni 2009.

## Rechtsstreit
Am 9. Juni 2005 wurde beim United States District Court eine Klage vom Autor Jeff Bergquist gegen Carnivàle eingereicht. Seiner Meinung nach wurden die meisten Ideen der Serie aus seinem Buch Beulah geklaut, an dem er seit den 1980ern arbeitete. HBO und Knauf stritten alle Vorwürfe ab. Der Fall wurde am 17. Februar 2006 zurückgewiesen.